# 2000 UEFA 챔피언스리그 결승전
2000년 UEFA 챔피언스리그 결승전은 2000년 5월 24일, 프랑스의 생드니에 위치한 스타드 드 프랑스에서 열린 결승전이다. 이 결승전은 스페인 축구계의 라이벌인 레알 마드리드와 발렌시아간의 결승전이다. 이 결승전은 UEFA 챔피언스리그가 1955년에 처음으로 출범한 이래 같은 국적의 두 팀이 결승전에서 만나는 첫 결승전이다.

## 경기

### 주요 포인트
이 경기는 원사이드로 진행되었고, 레알 마드리드는 페르난도 모리엔테스의 골과 스티브 맥마나만의 발리골로 2-0 리드를 잡았고, 라울 곤살레스는 그 이후에 세 번째 골을 득점하였다. 라울은 산티아고 카니사레스를 빙 돌아 발렌시아의 골네트를 갈랐다.
이 경기에서의 우승으로 레알 마드리드는 이 시즌의 라 리가에서 졸전하여 5위로 마감한 것을, 8번째 빅이어로 만회하였고, 다음 시즌에도 UEFA 챔피언스리그에 참여할 수 있게 되었다. 마드리드는 3년안에 2개의 빅이어를 차지하였고, 비센테 델 보스케 감독의 첫 번째 감독으로써의 첫 타이틀로도 기록된다. 이 결승전은 같은 국적의 두팀간의 최초 대결로도 기록되며, 잉글랜드 국적의 스티브 맥마나만은 이 경기 최우수 선수가 됨은 물론이며, 해외 클럽에서 빅이어를 획득한 첫 잉글랜드인으로 기록되었다.

### 상세 정보
| 레알 마드리드                            | 3 – 0    | 발렌시아 |
| ---------------------------------------- | -------- | -------- |
| 모리엔테스 39′ · 맥마나만 67′ · 라울 75′ | (리포트) |          |

| 레알 마드리드 | 발렌시아 |

| 레알 마드리드:   |    |                        |     |     |
|                  |    |                        |     |     |
| GK               | 27 | 이케르 카시야스        |     |     |
| SW               | 15 | 이반 엘게라            |     |     |
| CB               | 17 | 아이토르 카랑카        |     |     |
| CB               | 12 | 이반 캄포              |     |     |
| RWB              | 2  | 미첼 살가도            | 36′ | 84′ |
| LWB              | 3  | 호베르투 카를루스      | 58′ |     |
| CM               | 8  | 스티브 맥마나만        |     |     |
| CM               | 6  | 페르난도 레돈도 (주장) |     |     |
| AM               | 7  | 라울                   |     |     |
| CF               | 9  | 페르난도 모리엔테스    |     | 71′ |
| CF               | 19 | 니콜라 아넬카          |     | 79′ |
| 후보:            |    |                        |     |     |
| GK               | 1  | 보도 일그너            |     |     |
| DF               | 4  | 페르난도 이에로        |     | 67′ |
| DF               | 12 | 마누엘 산치스          |     | 79′ |
| MF               | 11 | 사비우                 |     | 71′ |
| MF               | 21 | 제레미 은지타프        |     |     |
| MF               | 22 | 크리스티앙 카랑뵈      |     |     |
| FW               | 20 | 엘비르 발리치          |     |     |
| 감독:            |    |                        |     |     |
| 비센테 델 보스케 |    |                        |     |     |

| 발렌시아:     |    |                          |     |     |
|               |    |                          |     |     |
| GK            | 1  | 산티아고 카니사레스      | 62′ |     |
| RB            | 20 | 조슬랭 앙글로마          |     |     |
| CB            | 5  | 미로슬라브 주키치        |     |     |
| CB            | 2  | 마우리시오 펠레그리노    | 92′ |     |
| LB            | 31 | 헤라르도                 | 37′ | 68′ |
| DM            | 8  | 하비에르 파리노스        | 82′ |     |
| DM            | 6  | 가이스카 멘디에타 (주장) |     |     |
| LM            | 18 | 킬리 곤살레스            |     |     |
| AM            | 14 | 제라르드                 |     |     |
| CF            | 10 | 미겔 앙헬 앙굴로         |     |     |
| CF            | 7  | 클라우디오 로페스        |     |     |
| 후보:         |    |                          |     |     |
| GK            | 13 | 호르헤 바르투알          |     |     |
| DF            | 15 | 요아심 비예르클룬        |     |     |
| MF            | 23 | 다비드 알벨다            |     |     |
| MF            | 9  | 오스카르 가르시아        |     |     |
| MF            | 21 | 루이스 미야              |     |     |
| FW            | 11 | 아드리안 일리에          |     | 68′ |
| FW            | 17 | 후안 산체스              |     |     |
| 감독:         |    |                          |     |     |
| 엑토르 쿠페르 |    |                          |     |     |

| 경기 최우수 선수: 스티브 맥마나만 (레알 마드리드) 부심: 젠나로 마체이 (이탈리아) 피에르주세페 파르네티 (이탈리아) 제 4 부심: 도메니코 메시나 (이탈리아) |

### 통계
|            | 레알 마드리드 | 발렌시아 |
| ---------- | ------------- | -------- |
| 득점       | 3             | 0        |
| 총 슈팅    | 14            | 6        |
| 유효 슈팅  | 11            | 1        |
| 점유율     | 53%           | 47%      |
| 코너킥     | 8             | 10       |
| 반칙       | 9             | 20       |
| 오프사이드 | 1             | 1        |
| 경고       | 2             | 4        |
| 퇴장       | 0             | 0        |

- 출처: 2000년 UEFA 챔피언스리그 결승전 풀타임 리포트 보관됨 2016-03-04 - 웨이백 머신

## 같이 보기
- 1999-2000년 UEFA 챔피언스리그